# Rock Against Bush
Rock Against Bush byl projekt vytvoření punkovými a  alternativními hudebníky proti volební kandidatuře George W. Bushe v amerických prezidentských volbách v roce 2004. Jeho podstatou bylo využít hudbu na vytvoření nálad proti válce a pro mír, podobně jako hudební festival Woodstock.

## Umělci
- NOFX
- Alkaline Trio
- Descendents
- Flogging Molly
- The Epoxi
- Rx Bandits
- The Offspring
- Rise Against
- Pennywise
- Anti-Flag
- Against Me!
- Ministry
- Green Day
- Sum 41
- The World / Inferno Friendship Society
- Arghoslent
- Autopilot Off
- No Doubt
- The Lawrence Arms

## Diskografie
- Rock Against Bush, Vol.. 1- (20. duben 2004)
- Rock Against Bush, Vol.. 2- (10. srpen 2004)